# Orange, Ohio
Orange är en ort av typen village i Cuyahoga County i Ohio, USA. Före 1929 var Orange en ort av typen township som sedan delades i fem olika byar. Dagens Orange var den sydvästra delen av Orange före 1929.
President James Garfield föddes 1831 i en del av Orange som numera hör till Moreland Hills.